# Tehla
Tehla este o comună slovacă, aflată în districtul Levice din regiunea Nitra. Localitatea se află la altitudinea de 174 m deasupra n.m., se întinde pe o suprafață de 19,09 km2 și în 2017 număra 509 locuitori.

## Istoric
Localitatea Tehla este atestată documentar din 1251.

## Demografie
| An:                | 1994 | 2004   | 2014   | 2024   |
| ------------------ | ---- | ------ | ------ | ------ |
| Număr de persoane: | 570  | 557    | 516    | 489    |
| Diferență:         |      | −2,28% | −7,36% | −5,23% |

| An:                | 2023 | 2024   |
| ------------------ | ---- | ------ |
| Număr de persoane: | 480  | 489    |
| Diferență:         |      | +1,87% |